# Elizabeth May (politica)
Elizabeth Evans May (Hartford, 9 giugno 1954) è una politica, ambientalista, avvocato e scrittrice canadese nata negli Stati Uniti, dal 2022 leader del Partito Verde del Canada e dal 2011 membro del Parlamento canadese per Saanich—Gulf Islands.

## Biografia
May è nata a Hartford, Connecticut, figlia di Stephanie (Middleton), scultrice, pianista, scrittrice, importante attivista antinucleare, e John Middleton May, contabile, vicepresidente di Aetna Life and Casualty, originario di New York e cresciuto in Inghilterra. Ha un fratello minore di nome Geoffrey.  La famiglia si trasferì a Margaree Harbour, Nuova Scozia nel 1972, dopo una vacanza estiva trascorsa a Cape Breton Island. Trasferitasi in provincia, la famiglia May acquistò una goletta senza sbocco sul mare, la Marion Elizabeth, che era stata utilizzata come negozio di articoli da regalo e ristorante dalla metà degli anni '50. Hanno gestito questo stabilimento dal 1974 al 2002.
May si iscrisse brevemente alla St. Francis Xavier University nel 1974, ma abbandonò. Ritornata a Margarete, seguì corsi per corrispondenza sulla gestione dei ristoranti. A partire dal 1980, ha frequentato la Dalhousie Law School laureandosi in Giurisprudenza nel 1983. Dopo l'università, May ha lavorato come associato presso un piccolo studio legale di Halifax. May ha studiato anche teologia alla Saint Paul University, un collegio federato dell'Università di Ottawa.
Nel 1985 si trasferì ad Ottawa, entrando a far parte del Public Interest Advocacy Center come consigliere generale associato in rappredsentanza di un gruppo di consumatori. Nel 1986, è stata nominata consigliere di Thomas McMillan, allora Ministro dell'Ambiente nel governo conservatore-progressista Brian Mulroney.  È stata determinante nella creazione di diversi parchi nazionali, tra cui South Moresby. È stata coinvolta nella negoziazione del Protocollo di Montreal per la protezione dello strato di ozono, della nuova legislazione e delle misure di controllo dell'inquinamento. Nel 1988 si è dimessa per principio quando il ministro concesse i permessi per le dighe Rafferty-Alameda nel Saskatchewan senza un'adeguata valutazione ambientale. I permessi furono successivamente annullati da una decisione del tribunale federale: i permessi erano stati concessi illegalmente.
May ha contribuito a fondare il Canadian Environmental Defense Fund con l'obiettivo di finanziare gruppi e individui in casi ambientali. Ha lavorato a lungo con le popolazioni indigene a livello internazionale, in particolare in Amazzonia, così come con le Prime Nazioni canadesi. È stata la prima direttrice esecutiva volontaria di Cultural Survival Canada dal 1989 al 1992 e ha lavorato per l'Algonquin of Barriere Lake dal 1991 al 1992.  Ha tenuto corsi presso la Queen's University School of Policy Studies, oltre a insegnare per un anno presso la Dalhousie University per sviluppare il programma istituito a suo nome in Women's Health and Environment.

### Sierra Club del Canada
Nel 1989, May ha fondato, diventandone è divendone la direttrice esecutiva, fondatrice il Sierra Club of Canada, un'organizzazione ambientale canadese. Durante il suo incarico, May ha ricevuto numerosi premi in riconoscimento della sua leadership ambientale, tra cui: l'International Conservation Award degli Friends of Nature, il Global 500 Award delle Nazioni Unite nel 1990, il premio per Outstanding Leadership in Environmental Education dalla Ontario Society for Environmental Education nel 1996; nel novembre 2005 è stata nominata Ufficiale dell'Ordine del Canada in riconoscimento dei suoi "decenni di leadership nel movimento ambientalista canadese".
Nell'aprile 2006, May si è dimessa da direttrice esecutiva del Sierra Club per cercare di ottenere la guida del Partito dei Verdi del Canada.

## Carriera politica

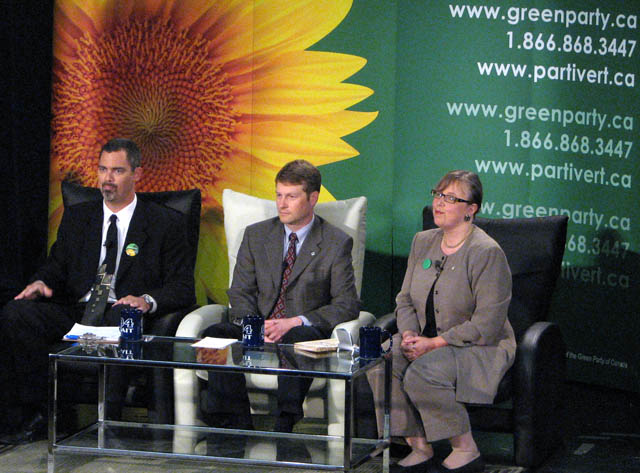
May (in primo piano a destra) al dibattito sulla leadership del Partito dei Verdi del Canada del 2006

Il 26 agosto 2006, May ha vinto le elezioni per la leadership al primo scrutinio. Ha totalizzato il 65,3% dei voti, battendo il suo principale rivale, David Chernushenko (33,3%) e Jim Fannon (0,88%). Ha detto che una delle principali piattaforme per le prossime elezioni sarebbe quella di rinegoziare l'Accordo di libero scambio nordamericano (NAFTA). Nell'autunno del 2006, May si candidò alle elezioni nel London North Centre, arrivando seconda dopo Glen Pearson del Partito Liberale. Nonostante l'insuccesso, quelle elezioni suppletive sono state in quel periodo il miglior risultato, in termini di percentuale, ottenuto dal Partito dei Verdi.
Nell'aprile 2007, durante un discorso a una Chiesa unita del Canada di Londra, Ontario, ha condannato la posizione del primo ministro Stephen Harper sul cambiamento climatico, paragonandola a "un risentimento peggiore della pacificazione dei nazisti da parte di Neville Chamberlain". La dichiarazione attirò le critiche del Canadian Jewish Congress e dei partiti di opposizione. In un comunicato stampa del Partito dei Verdi del Canada, May sostenne di aver fatto riferimento ad una dichiarazione fatta dal giornalista George Monbiot pochi giorni prima "per evidenziare il danno arrecato alla reputazione internazionale del Canada, qualcosa che dovrebbe preoccupare tutti i canadesi".

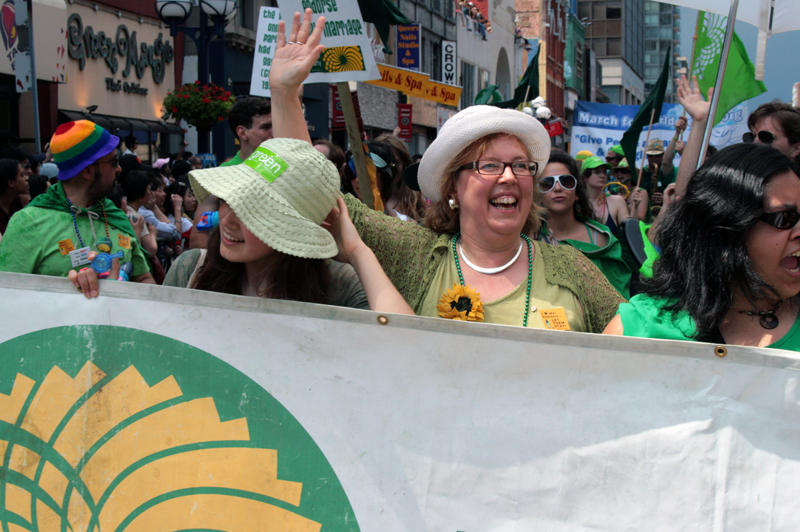
May in marcia alla Toronto Pride Parade 2008

Il 17 marzo 2007, May ha annunciato di partecipare alle elezioni federali del 2008 a Central Nova, Nuova Scozia. Inizialmente esclusa dal dibattito televisivo sulla leadership nazionale a causa della mancanza di parlamentari eletti del partito dei Verdi, ha sostenuto che l'esclusione da parte del consorzio della rete televisiva era "antidemocratica" e ne ha attribuito la colpa al "processo decisionale di un piccolo gruppo di dirigenti della rete televisiva". Alla fine May è stata invitata a partecipare al dibattito televisivo. May ha ricevuto il 32% dei voti a Central Nova nel 2008 contro il 47% di MacKay. A livello nazionale i Verdi ottennero il 6,8% dei voti.

### Membro del Parlamento
Nel 2010, a seguito di un sondaggio sui distretti elettorali potenzialmente favorevoli in tutto il paese, May si candidò a  Saanich — Isole del Golfo, nella Columbia Britannica, contro il ministro del gabinetto conservatore Gary Lunn. Nuovamente esclusa dai dibattiti televisivi nazionali, è iuscita a vincere battendo l'avversaio Lunn.  A livello nazionale i Verdi ebbero il 4& dei voti.

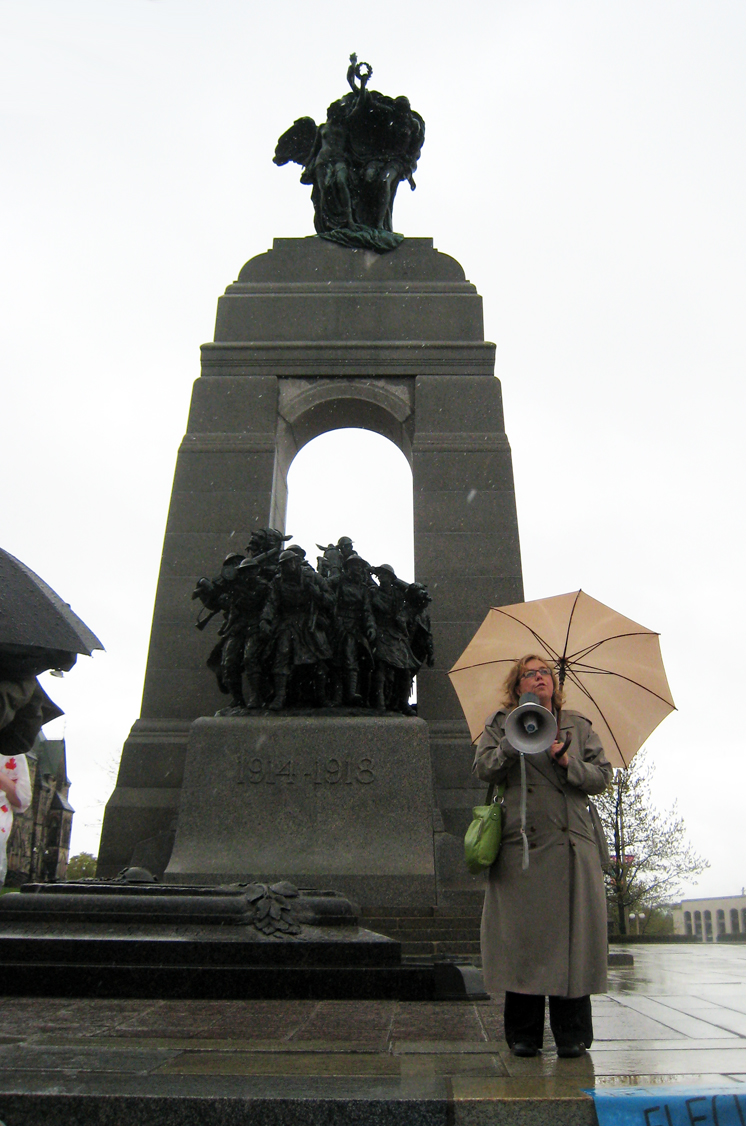
May parla al Fair Vote Canada National Day of Action a Ottawa, maggio 2011

Nel 2012, May ha presentato un disegno di legge, Bill C-442, con l'obiettivo di creare un quadro nazionale per affrontare la malattia di Lyme, in aumento in Canada perché il numero di zecche, che fungono da vettori per la malattia, erano in crescita. Il 16 dicembre 2014, Bill C-442 è diventato legge. Il disegno di legge C-442 è stato il primo atto legislativo del Partito dei Verdi emanato nella storia del Canada ed è stato approvato con il consenso unanime di entrambe le camere del Parlamento.
Ogni anno, Maclean's Magazine organizza una cerimonia di premiazione in cui i parlamentari riconoscono i risultati e il duro lavoro dei loro colleghi. Nel 2012, May è stata votata dai suoi colleghi alla Camera dei Comuni come parlamentare dell'anno, nel 2013 è stata votata deputata che lavora più duramente e nel 2014 è stata votata miglior oratrice.
May è stato il primo deputato a prendere posizione contro il disegno di legge C-51 sull'antiterrorismo, il 3 febbraio 2015. L'editorialista del Toronto Star, Thomas Walkom, ha osservato che "finora, l'unico deputato dell'opposizione con abbastanza coraggio per criticare il contenuto del governo conservatore nel nuovo disegno di legge antiterrorismo è la leader del Partito dei Verdi Elizabeth May". May e il collega deputato dei Verdi Bruce Hyer hanno presentato sessanta emendamenti durante le considerazioni: tutti i sessanta emendamenti sono stati respinti dal governo.
Il 23 aprile 2015, May ha fatto accettare due emendamenti al disegno di legge C-46, il Pipelines Safety Act. Questi sono stati i primi emendamenti del Partito dei Verdi a un disegno di legge governativo mai adottati. Il primo emendamento consentiva agli "organi di governo aborigeni di essere rimborsati per le azioni che intraprendono in relazione a una fuoriuscita". Prima dell'emendamento, il disegno di legge delineava che i colpevoli di una fuoriuscita sarebbero stati responsabili solo per "costi e spese ragionevolmente sostenuti da Sua Maestà in diritto del Canada o di una provincia o di qualsiasi altra persona". Il secondo emendamento riguardava il concetto che chi inquina paga. La riga originale del disegno di legge diceva che il National Energy Board "può" recuperare i fondi per risarcire le persone colpite da una fuoriuscita. L'emendamento del Partito dei Verdi ha cambiato il "può" in "deve".

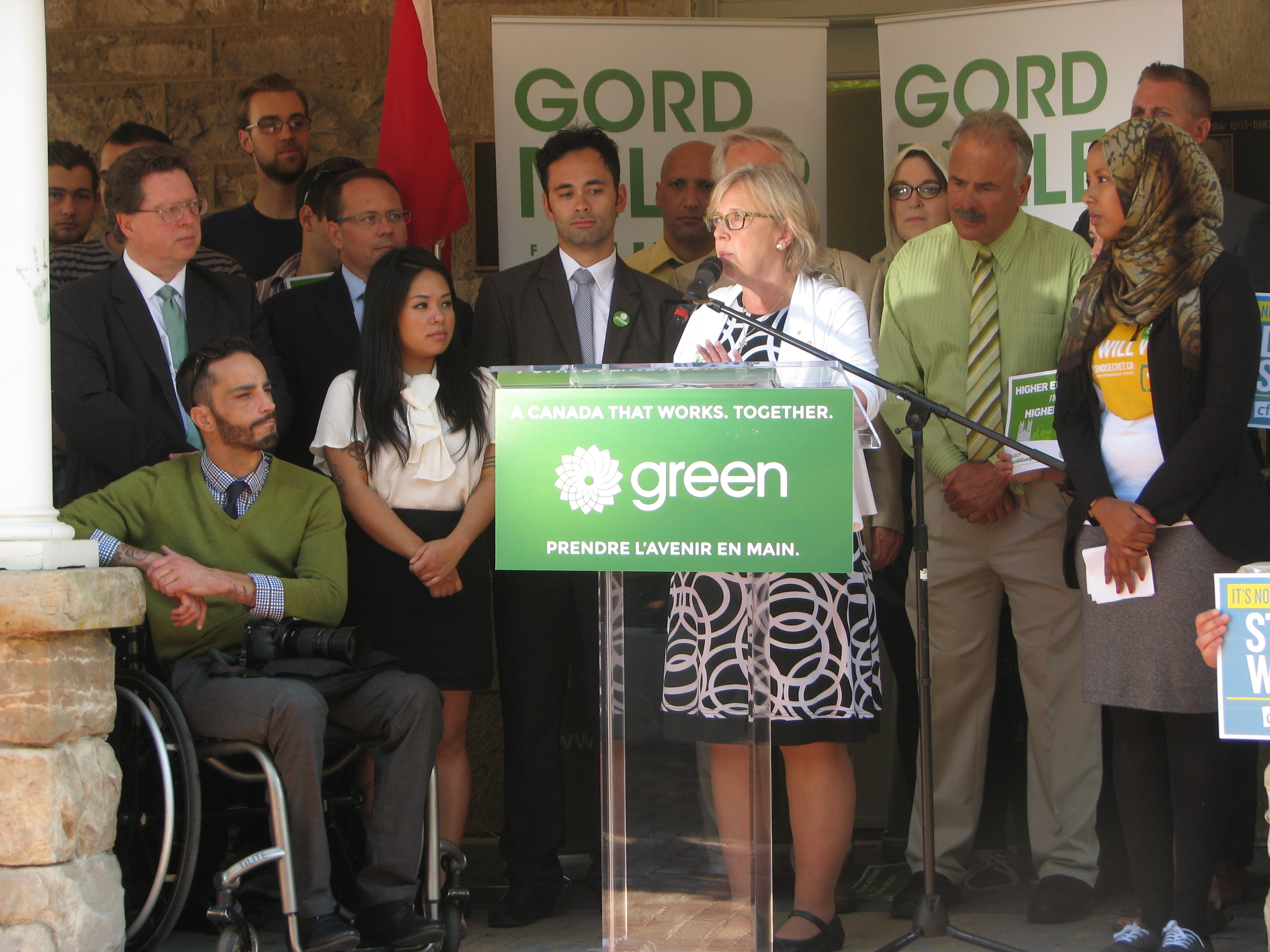
May annuncia la politica educativa del Partito dei Verdi durante la campagna elettorale federale canadese del 2015

Il 23 marzo 2018, May è stata arrestata per oltraggio civile durante una manifestazione contro l'oleodotto Kinder Morgan. Anche altri membri della manifestazione, tra cui il collega Kennedy Stewart, sono stati arrestati per lo stesso incidente. Tutti accusati di aver violato un'ordinanza del tribunale che imponeva ai manifestanti di mantenersi a cinque metri di distanza dai cantieri dell'azienda, quando avrebbero bloccato la carreggiata. Il 9 aprile 2018, il giudice Kenneth Affleck della Corte Suprema della Columbia Britannica ha raccomandato che May e gli altri arrestati fossero accusati di oltraggio criminale. Il 16 aprile 2018, i pubblici ministeri terminarono di supervisionare le accuse contro May e Stewart. Il 28 maggio 2018, May si è dichiarata colpevole di oltraggio alla corte ed è stata condannata a pagare una multa di 1.500 dollari.
Nell'ottobre 2019 May ha chiesto il raddoppio degli obiettivi canadesi di riduzione delle emissioni di gas serra, portandoli al 60% rispetto ai livelli del 2005, invece dell'attuale 30%.

### Seconda leadership
Dopo che Annamie Paul, successore di May come leader del Partito dei Verdi, si è dimessa a seguito di un periodo di tensioni interne al partito e di uno scarso rendimento alle elezioni federali canadesi del 2021, May ha annunciato che si sarebbe candidata. Presentandosi insieme all'attivista per i diritti umani Jonathan Pedneault e proponendo un modello di co-leadership, May ha vinto le elezioni il 19 novembre 2022. Formalmente vice-leader all'inizio, la costituzione del partito è stata poi modificata per creare un modello condiviso.
Alle elezioni federali del 2025 è risultata rieletta.